# 艾方素·艾維斯
小艾方素·艾維斯·馬田斯（Afonso Alves Martins jr.，1981年1月30日—）是一個巴西前職業足球員，曾效力卡塔尔足球联赛球會艾沙特。他也曾代表巴西國家足球隊。

## 生平

### 球會
早年
艾方素早年於巴西球會明尼路開展自己的生涯，到2002年轉會至瑞典球會奥尔格里特。兩年後轉會至马尔默，同年為球會贏得瑞超聯冠軍。2005年，他繼續留在馬模，為球會上陣24場，攻入14球，成為球會首席神射手，不過該年馬模只是排第五。
海倫芬
2006年春天，艾方素為馬模攻入了3球。同年夏天以450萬歐元轉會至海倫芬，成為海倫芬有史以來最昂貴的球員。
艾方素在2006/07球季以34球成為了荷甲的神射手，也打破了球會紀錄。同時，艾方素成為了第三個登上荷甲神射手的巴西球員。而在歐洲金靴獎上，他排名第二，僅次於羅馬的。
在2007年10月7日，艾方素第二次為球會上陣時，他一個人攻入了7球，協助海倫芬以9-0蹂躪荷華高斯。
米杜士堡
在英國時間2008年1月31日23時32分，轉會窗快關閉時，他轉會至英格蘭球會米德尔斯堡，轉會費則無公佈。 有人估計轉會費達1,800萬歐元，而合約則為期4年半。至2月5日，艾方素獲發工作簽證，但阿爾克馬爾仍然投訴艾方素曾簽署預備加盟合約，雖然荷蘭足球協會已經裁定合約無效，將會向國際足協要求禁制艾方素代表米杜士堡出賽。
隨著米杜士堡於2009年降級英冠後，星級球員紛紛離隊他投，在新球季缺席首課操練後，艾方素返回球會報到。米杜士堡其後拒絕一支中東球會出價300萬英鎊的收購建議。
艾沙特
2009年9月6日艾方素證實轉投卡塔尔球會艾沙特（Al-Sadd），轉會費沒有透露，簽約三年。

### 國家隊
在2007年5月17日，艾方素首次列入巴西隊名單，與英格蘭和土耳其友賽。 在6月1日友賽英格蘭時，艾方素於完場前26分鐘入替卡卡。而他也協助巴西贏得2007年美洲國家盃冠軍。他在9月12日首次取得入球，協助巴西以3-1擊敗墨西哥。

## 外部連結
- 足球数据库：艾方素·艾維斯的球员统计数据
- 官方網站 （页面存档备份，存于）